# Étienne Biéler
Pour les articles homonymes, voir Biéler.
Étienne Samuel Biéler (3 février 1895 à Lausanne (Suisse) - 25 juillet 1929 à Geraldton (Australie)) est un physicien canadien né suisse. Sa thèse, soutenue en 1923, présente des avancées importantes sur l'interaction forte, la force maintenant la cohésion des noyaux atomiques.
Lauréat de l'Université McGill, il travaille au laboratoire Cavendish, à Cambridge, où il étudie le noyau atomique sous la direction d'Ernest Rutherford et James Chadwick. Un article de 1921 avec ce dernier a été décrit comme « marquant la naissance des interactions fortes ». Dans sa thèse, Biéler explore l'interaction forte et montre qu'elle décroît comme l'inverse de la puissance quatrième de la distance.
Biéler rentre au Canada et est embauché comme professeur assistant à l'Université McGill. Il s'intéresse à la géophysique, pour laquelle il essaie de développer des méthodes électriques pour détecter des veines cachées de minerai. Il obtient un congé sabbatique de deux ans de McGill pour participer à une Expédition impériale expérimentale de géophysique (Imperial Geophysical Experimental Survey) pour expérimenter plusieurs méthodes de détection de minerais. Il tombe malade alors qu'il se trouve en Australie et meurt de pneumonie le 25 juillet 1929.

## Biographie

### Jeunesse et formation
Étienne Samuel Biéler naît le 3 février 1895 à Lausanne, deuxième des cinq fils de Charles Biéler et Blanche Merle d'Aubigné. Son père Charles est alors directeur du Collège Galliard et sa mère Blanche est la fille de l'historien Jean-Henri Merle d'Aubigné et une descendante d'Agrippa d'Aubigné. Son jeune frère André Biéler deviendra peintre et professeur d'art à l'Université Queen's. La famille passe douze ans à Paris avant d'émigrer au Canada en 1908, où Charles devient professeur de théologie au Collège presbytérien (en) de Montréal.
Biéler entre à l'Université McGill, où il obtient son diplôme de Bachelor of Science en mathématiques en 1915. Pendant la Première Guerre mondiale, il s'engage 29 mars 1915 dans le 38e bataillon (Ottawa) (en) du Corps expéditionnaire canadien. Il est transféré dans le Princess Patricia's Canadian Light Infantry le 27 juillet 1915. Il est rapidement à nouveau transféré au régiment d'artillerie de campagne, à la 3e brigade le  23 février 1916, puis à la 12e brigade le 28 juin 1916, et enfin à la 1re brigade le 20 mars 1917. Il est blessé deux fois, le 3 août 1916 et le 29 avril 1917, et élevé au grade de lieutenant. Pendant la dernière partie de la guerre, il travaille dans la division anti-sous-marins de l'Amirauté britannique sur des méthodes de localisation de sous-marins.

### Physique nucléaire
Après la guerre, Biéler reprend ses études à l'Université McGill et obtient un diplôme de Master of Science (MSc) en physique en 1920. Il se voit attribuer une bourse « 1851 Research Fellowship (en) » par la Commission royale pour l'exposition universelle de 1851 (en) pour étudier au Gonville and Caius College de Cambridge, où il intègre le laboratoire Cavendish comme doctorant. Il y travaille avec Sir Ernest Rutherford, étudiant le bombardement de l'atome avec des particules α. Un article de 1921 avec James Chadwick sur « Les collisions des particules avec des noyaux d'hydrogène » a été loué par Abraham Pais comme « marquant la naissance des interactions fortes ».
L'ensemble des contributions de Biéler à propos de l'interaction forte qui circonscrivent le noyau atomique ont été présentées dans sa thèse de doctorat intitulée La Loi de la force dans le voisinage immédiat du noyau atomique (The Law of Force in the Immediate Neighbourhood of the Atomic Nucleus, qu'il termine sous la direction de James Chadwick en 1923. Dans sa thèse, Biéler tente d'expliquer pourquoi la force proportionnelle à l'inverse du carré de la distance est violée au voisinage du noyau. En étudiant la diffusion des particules alpha par l'aluminium et le magnésium, il montre que l'interaction forte est proportionnelle à l'inverse de la puissance quatrième de la distance.

### Géophysique
De retour au Canada, Biéler accepte un poste de professeur assistant en physique à McGill. Il devient membre de la Société royale d'astronomie du Canada en 1924, bien qu'il n'ait jamais mené de recherches en astronomie ni en astrophysique. Il développe un intérêt pour la géophysique et tente de développer des méthodes électriques pour détecter les gisements cachés de minerais, menant des expériences au nord du Québec et en Ontario en 1926 et 1927.
Cette recherche attire beaucoup l'attention et l'Empire Marketing Board (en) met en place une expédition impériale expérimentale de géophysique (Imperial Geophysical Experimental Survey) pour tester plusieurs méthodes de détection de minerais, avec Arthur Broughton Edge à sa tête. Biéler obtient un congé sabbatique de deux ans de la part de McGill pour en devenir directeur adjoint. Après des négociations entre l'Empire Marketing Board et le gouvernement australien, il est convenu que l'expédition sera menée en Australie plutôt qu'au Canada ou en Afrique du Sud.
Biéler arrive en Australie en juillet 1928 et inspecte des zones au sud de l'Australie avant de s'installer en Australie-Occidentale, où il est rejoint par Alexander Ross (en), de l'université d'Australie-Occidentale, et Alexander Rankine (en), de l'Imperial College London. En juillet 1929, Biéler prend un train en direction de Northampton mais il n'arrive qu'à Geraldton, où il tombe malade. On l'emmène à l'hôpital de Geraldton, où il meurt de pneumonie le 25 juillet 1929,. Ses archives sont conservées à l'université McGill.